# 徳島中央郵便局
徳島中央郵便局（とくしまちゅうおうゆうびんきょく）とは、徳島県徳島市八百屋町にある郵便局。民営化前の分類では集配普通郵便局であった。局番号は62001。

## 概要
住所：〒770-8799 徳島県徳島市八百屋町1-2

### 併設施設
- ゆうちょ銀行徳島店（松山支店徳島出張所）：取扱店番号620010 - 徳島県内で唯一の同行直営店舗である。
- なお、かんぽ生命保険徳島支店は、当局に併設ではなく、中洲町にある富士火災徳島ビル内に設置されている（当局の南東約500m）。

### 分室
- マリンピア分室 (62001A) [1]

〒770-8998 徳島県徳島市東沖洲2-66 東海運マリンピアロジスティクスセンター
2011年（平成23年）8月28日、徳島市東沖洲2-60の旧郵便事業徳島ターミナル支店跡地に、ゆうパック専門拠点として設置。2019年（令和元年）10月28日、東海運マリンピアロジスティクスセンターに移転。ゆうゆう窓口の設置はなし。

### 出張所（局外ATM）
すべて民営化に伴い、ゆうちょ銀行松山支店に移管されている。
- タクト内出張所（A館ATMコーナー）
- 徳島貯金事務センター内出張所
- 徳島大学内出張所（総合科学部共通教育4号館西側）
- 徳島ターミナルビル内出張所（2階連絡通路内、2014年3月31日設置）
- イオンモール徳島内出張所（1階ATMコーナー）
- 徳島サティ内出張所 （のちに店舗閉店に伴い廃止）
- 徳島リバーシティー内出張所（のちに店舗閉店に伴い廃止）

## 沿革
- 1872年8月4日（明治5年7月1日） - 徳島郵便役所として開設[2]。
- 1875年（明治8年）1月1日 - 徳島郵便局（二等）となる。翌日より、為替取扱を開始[2]。
- 1878年（明治11年） - 貯金取扱を開始[2]。
- 1885年（明治18年） - 電信取扱を開始[2]。
- 1889年（明治22年）7月16日 - 徳島郵便電信局となる[2]。
- 1903年（明治36年）4月1日 - 通信官署官制の施行に伴い徳島郵便局となる[2]。
- 1907年（明治40年）3月26日 - 電話交換業務を開始。加入数239名。
- 1947年（昭和22年）12月11日 - 郵便局で取扱う電話通話事務を除く電話事務を徳島電話局に移管[3]。
- 1958年（昭和33年）10月15日 - 電話通話および和文電報受付事務の取扱を開始。
- 1981年（昭和56年）2月 - 局舎を新築。
- 1986年（昭和61年）2月10日 - 一宮郵便局の集配業務を、当局と国府郵便局[4]に移管[5]。
- 1987年（昭和62年）7月1日 - 徳島中央郵便局に改称。
- 1992年（平成4年）8月3日 - 外国通貨の両替および旅行小切手の売買に関する業務取扱を開始。
- 2007年（平成19年）10月1日 - 民営化に伴い、併設された郵便事業徳島支店、ゆうちょ銀行徳島店に一部業務を移管。
- 2011年（平成23年）8月28日 - 郵便事業徳島ターミナル支店の廃止に伴い、その跡地に、郵便事業徳島支店マリンピア分室を設置。
- 2012年（平成24年）10月1日 - 日本郵便株式会社の発足に伴い、郵便事業徳島支店を徳島中央郵便局に統合。
- 2019年（令和元年）10月28日 - マリンピア分室が徳島市東沖洲2-66（東海運マリンピアロジスティクスセンター）に移転[6]。

## 取扱内容

### 徳島中央郵便局
- 郵便、印紙、ゆうパック、内容証明
- 生命保険、バイク自賠責保険、自動車保険 - 平日18時まで営業。
- 郵便番号の上2桁が77の地域あての郵便物を配達局ごとに区分する業務（地域区分局）
  - ただし、ゆうパックの仕分け業務の一部は、マリンピア分室が担当する。四国島外から四国島内へのゆうパックの中継業務も行われる。マリンピア分室は、ゆうゆう窓口の設置がないため、一般客の利用は不可。
- 徳島市内のうち、〒770-xxxx地域の集配業務
- ゆうゆう窓口

### ゆうちょ銀行徳島店
- 貯金、貸付、為替、振替、振込、国際送金、外貨両替、トラベラーズチェック、国債、投資信託、確定拠出年金、変額年金保険 - 平日18時まで営業。
- ATM

## 風景印

### 現行印（3代）
- 図柄は阿波踊りと眉山、桜、徳島城鷲の門。局名表記は「徳島中央」
- 使用開始日は1989年（平成元年）10月1日

### 旧印（初代）
- 図柄は阿波踊りと吉野川の鉄橋。局名表記は「徳島」
- 使用開始日は1948年（昭和23年）11月26日
- 使用終了日は1987年（昭和62年）6月30日

### 旧印（2代）
- 図柄は阿波踊りと吉野川の鉄橋。局名表記は「徳島中央」
- 使用開始日は1987年（昭和62年）7月1日
- 使用終了日は1989年（平成元年）9月30日

### 旧印（郵便事業徳島支店）
- 図柄は阿波踊りと眉山、サクラ、徳島城鷺の門。局名表記は「徳島」
- 使用開始日は2007年（平成19年）10月1日
- 使用終了日は2012年（平成24年）9月30日

## 周辺
- 徳島市役所
- 徳島市立文化センター
- 徳島市立図書館
- 徳島県青少年センター
- 専門学校徳島穴吹カレッジ
- 和晃編物ファッションビジネス専門学校

## アクセス
- JR高徳線・牟岐線 徳島駅から徒歩約8分
- ジェイアール四国バスグループ、徳島バスグループ、琴平バス 徳島駅から徒歩約8分
- 徳島バス、徳島市営バス 徳島中央郵便局前停留所下車
- 徳島自動車道 徳島ICから南へ約4km
- 国道192号沿い
- 駐車場：10台